# Strymon istapa
Strymon istapa, conocida como raya de malva, raya de puntos o raya de Hewitson es una mariposa diurna, muy extendida que se puede encontrar en matorrales xérófilos en todo el sur de los Estados Unidos, América Central, partes del Caribe (incluyendo Cuba y Gran Caimán), y raramente en América del sur. Esta especie se puede ver en áreas rurales y suburbanas en las que la infracción humana ha creado campos abiertos o rastros de malas hierbas como resultado del desmonte. Estas mariposas se ven a menudo frotando sus alas traseras, presumiblemente para llamar la atención sobre sus escamas de imitación de antena ubicadas en el margen exterior de las alas traseras.